# Liste der Orgeln im Wetteraukreis
Die Liste der Orgeln im Wetteraukreis umfasst alle erhaltenen Pfeifenorgeln im Wetteraukreis. Sie ist eine Ergänzung zum Hauptartikel Orgellandschaft Hessen, in dem sich weitere Literatur findet.

## Orgelliste
In der fünften Spalte sind die hauptsächlichen Erbauer angeführt; eine Kooperation mehrerer Orgelbauer wird durch Schrägstrich angezeigt, spätere Umbauten durch Komma. In der siebten Spalte bezeichnet die römische Zahl die Anzahl der Manuale, ein großes „P“ ein selbstständiges Pedal, ein kleines „p“ ein nur angehängtes Pedal und die arabische Zahl in der vorletzten Spalte die Anzahl der klingenden Register.
| Ort                        | Gebäude                                  | Bild | Gemeinde bzw. Stadt     | Orgelbauer                                                | Jahr             | Manuale | Register | Anmerkungen |
| -------------------------- | ---------------------------------------- | ---- | ----------------------- | --------------------------------------------------------- | ---------------- | ------- | -------- | --- |
| Altenstadt (Hessen)        | St. Andreas                              |      | Altenstadt (Hessen)     | Walcker                                                   | 1970             | II/P    | 19       | |
| Altenstadt (Hessen)        | Kloster Engelthal, Klosterkirche         |      | Altenstadt (Hessen)     | Gebr. Oberlinger                                          | 1980             | II/P    | 30       | hinter historischem Prospekt (1768) und unter Einbeziehung älterer Register                                                                                                 |
| Altenstadt (Hessen)        | St. Nikolai                              |      | Altenstadt (Hessen)     | Heinrich Bechstein                                        | 1910             | I/P     | 11       | hinter barockem Prospekt von Johann Friedrich Macrander (1712), der um zwei Pfeifenfelder verbreitert wurde                                                                 |
| Assenheim (Niddatal)       | Ev. Kirche                               |      | Niddatal                | Gebr. Link                                                | 1928             | II/P    | 14       | hinter Prospekt von Friedrich Dreuth (1786) |
| Aulendiebach               | Evangelische Kirche                      |      | Büdingen                | Werner Bosch                                              | um 1980          | I/P     | 6        | gebraucht erworben; Subbass 16′ des Vorgängerinstruments von Walcker (1974) übernommen                                                                                      |
| Bad Nauheim                | St. Bonifatius                           |      | Bad Nauheim             | Gebr. Link                                                | 1996             | II/P    | 34       | ersetzt eine Walcker-Orgel von 1969 |
| Bad Nauheim                | Dankeskirche, Hauptorgel                 |      | Bad Nauheim             | Eberhard Friedrich Walcker, Walcker                       | 1906, 1964, 2011 | III/P   | 52       | 1964 Neubau unter Verwendung von 15 Registern (ganz oder teilweise); 2011 Rekonstruktion des Fernwerks → Orgel                                                              |
| Bad Nauheim                | Dankeskirche, Chororgel                  |      | Bad Nauheim             | Walcker                                                   | 1964             | I       | 5        | von der Hauptorgel III fernsteuerbar |
| Bad Nauheim                | Ev. Johanneskirche                       |      | Bad Nauheim             | Lothar Simon                                              | 1978             | II/P    | 15       | Schleifladen, elektrische Registertraktur |
| Bad Salzhausen             | Evangelische Kapelle                     |      | Nidda                   | Förster & Nicolaus                                        | 1981             | II/P    | 11       | |
| Bad Vilbel                 | Evangelische Auferstehungskirche         |      | Bad Vilbel              | Johann Georg Zinck                                        | 1753–1754        | I/P     | 13       | erhalten |
| Bad Vilbel                 | Verklärung Christi                       |      | Bad Vilbel              | Hugo Mayer                                                | 2002             | II/P    | 23       | im Pedal zudem 4 Transmissionen |
| Bad Vilbel                 | St.-Nikolaus                             |      | Bad Vilbel              | Fischer & Krämer                                          | 1996             | II/P    | 27       | |
| Bauernheim                 | Michaeliskirche                          |      | Friedberg (Hessen)      | Förster & Nicolaus                                        | 1899             | I/P     | 6        | |
| Beienheim                  | Evangelische Kirche                      |      | Reichelsheim (Wetterau) | Karl Schuke                                               | 1974             | II/P    | 18       | Die Orgel stammt aus Hamm/Westfalen und wurde 2023 von der Fa. Bosch eingebaut.                                                                                             |
| Bellmuth                   | Evangelische Kirche                      |      | Ranstadt                |                                                           |                  |         |          | |
| Bergheim (Ortenberg)       | Evangelische Kirche Bergheim             |      | Ortenberg (Hessen)      | Förster & Nicolaus                                        | 1924             | II/P    | 10       | hinter Prospekt von Philipp Heinrich Bürgy (1812) |
| Berstadt                   | Evangelische Kirche                      |      | Wölfersheim             | Förster & Nicolaus                                        | 1962             | II/P    | 14       | |
| Bindsachsen                | Evangelische Kirche                      |      | Kefenrod                | Werner Bosch                                              | 1987             | I/P     | 6        | |
| Bingenheim                 | Evangelische Kirche                      |      | Echzell                 | Johann Georg Förster                                      | 1893             | II/P    | 12       | mechanische Kegelladen; unverändert erhalten |
| Bisses                     | Evangelische Kirche                      |      | Echzell                 | Johann Georg Bürgy                                        | 1835             | I/P     | 10       | mehrfach umgebaut; einige Register erhalten |
| Bleichenbach               | Evangelische Kirche                      |      | Ortenberg (Hessen)      | Philipp Heinrich Bürgy/Johann Georg Bürgy                 | 1803             | I/P     | 13(16)   | weitgehend erhalten |
| Bodenrod                   | Evangelische Kirche                      |      | Butzbach                | Förster & Nicolaus                                        | 1964             | I/p     | 5        | |
| Borsdorf (Nidda)           | Evangelische Kirche                      |      | Nidda                   | Johann Hartmann Bernhard                                  | 1821–1822        | I/P     | 12       | 1960 von Förster & Nicolaus Pedallade erweitert und 2 Manualregister ergänzt, die 1986 durch Werner Bosch ersetzt wurden                                                    |
| Bruchenbrücken             | Erasmus-Alber-Kirche                     |      | Friedberg (Hessen)      | Ratzmann                                                  | 1891             | I/P     | 7        | |
| Büdingen                   | St. Bonifatius                           |      | Büdingen                | Werner Bosch                                              | 1987             | II/P    | 21       | |
| Büdingen                   | Marienkirche                             |      | Büdingen                | Gebr. Hillebrand                                          | 1971             | II/P    | 29       | |
| Büdingen                   | St. Remigius                             |      | Büdingen                | Förster & Nicolaus                                        | 1969             | I/P     | 6        | ursprünglich für Gießener Gymnasium |
| Büdingen                   | Schlosskapelle                           |      | Büdingen                | Hendrik Ahrend                                            | 1996             | I       | 7        | |
| Burgbracht                 | Evangelische Kirche                      |      | Kefenrod                | Förster & Nicolaus                                        | 1911             | I/P     | 6        | hinter Prospekt von Johann Friedrich Syer (1738, Zuschreibung) |
| Burg-Gräfenrode            | Evangelische Kirche                      |      | Karben                  | Förster & Nicolaus                                        | 1912             | II/P    | 8        | hinter Prospekt von Dreuth (1781–1784), pneumatische Traktur |
| Butzbach                   | Markuskirche, Hauptorgel                 |      | Butzbach                | Metzler Orgelbau                                          | 1990             | II/P    | 22       | Neubau hinter hist. Prospekt von Georg Wagner (1614) → Orgel |
| Butzbach                   | Markuskirche, Chororgel                  |      | Butzbach                | Förster & Nicolaus                                        | 1904             | II/P    | 25       | pneumatische Kegellade |
| Butzbach                   | St. Gottfried                            |      | Butzbach                | Jehmlich Orgelbau Dresden                                 | 2001             | II/P    | 27       | elektrische Registertraktur, Schwellwerk ist französisch-romantisch konzipiert                                                                                              |
| Dauernheim                 | Evangelische Kirche                      |      | Ranstadt                | Johann Andreas Heinemann, Johann Stockhausen              | 1794, 1953       | I/P     | 15       | zusammen mit Heinemanns Schwiegersohn Rühl erbaut; ein Großteil der Register erhalten; 1953 einige Register umdisponiert                                                    |
| Dorheim (Friedberg)        | Johanniskirche                           |      | Friedberg (Hessen)      | Wilhelm August Ratzmann                                   | 1855             | I/P     | 12       | |
| Dorn-Assenheim             | St. Maria Magdalena                      |      | Reichelsheim (Wetterau) | Hugo Mayer                                                | 2002             | II/P    | 16       | zudem 3 Vorabzüge |
| Dortelweil                 | Evangelische Kirche                      |      | Bad Vilbel              | Johann Hartmann Bernhard                                  | um 1825          | I/P     | 11       | Zuschreibung, Großteil der Register erhalten |
| Dortelweil                 | St. Marien                               |      | Bad Vilbel              | Emanuel Kemper                                            | 1966             | II/P    | 18       | |
| Düdelsheim                 | Evangelische Kirche                      |      | Büdingen                | Förster & Nicolaus                                        | 1921             | II/P    | 15       | |
| Düdelsheim                 | St. Josef                                |      | Büdingen                | Förster & Nicolaus                                        | 1921             | II/P    | 17       | |
| Ebersgöns                  | Evangelische Kirche                      |      | Butzbach                | Friedrich Weigle                                          | 1938             | II/P    | 7        | hinter Prospekt von Johann Georg Bürgy (1835, Zuschreibung) |
| Echzell                    | Evangelische Kirche                      |      | Echzell                 | Emil Hammer                                               | 1964             | II/P    | 15       | |
| Echzell                    | Heilig Kreuz                             |      | Echzell                 | Joseph Göbel                                              | 1956             | II/P    | 12       | |
| Eckartshausen (Büdingen)   | Evangelische Kirche                      |      | Büdingen                | Johann Georg Förster, Förster & Nicolaus                  | 1881, 1970       | I/P     | 11       | 1970 Neubau hinter Prospekt der Vorgängerorgel und unter teilweise Einbeziehung alter Register                                                                              |
| Effolderbach               | Evangelische Kirche                      |      | Ortenberg (Hessen)      | Johann Georg Förster                                      | 1860             | I/P     | 8        | |
| Eichelsdorf (Nidda)        | Evangelische Kirche                      |      | Nidda                   | Werner Bosch                                              | 1965             | II/P    | 12       | |
| Enzheim (Altenstadt)       | Evangelische Kirche                      |      | Altenstadt (Hessen)     | Friedrich Wilhelm Bernhard                                | 1842             | I/P     | 6        | |
| Fauerbach bei Friedberg    | Evangelische Kirche                      |      | Friedberg (Hessen)      | Förster & Nicolaus                                        | 1898             | II/P    | 8        | originaler seitenspieliger Spieltisch außer Betrieb, neuer elektrischer Spieltisch unter der Orgelempore                                                                    |
| Fauerbach (Nidda)          | Evangelische Kirche                      |      | Nidda                   | Emil Hammer                                               | 1967             | I/P     | 6        | geteilte Manualregister |
| Fauerbach vor der Höhe     | Evangelische Kirche                      |      | Butzbach                | Wilhelm August Ratzmann                                   | 1870             | II/P    | 12       | neugotischer Prospekt |
| Friedberg (Hessen)         | Burgkirche                               |      | Friedberg (Hessen)      | Johann Georg Förster                                      | 1848             | I/P     | 12       | 1889 Erweiterungsumbau durch Förster |
| Friedberg (Hessen)         | Gemeindezentrum West                     |      | Friedberg (Hessen)      | Böttner                                                   | 1979             | I/P     | 5        | |
| Friedberg (Hessen)         | St.-Georgs-Kapelle                       |      | Friedberg (Hessen)      | Erich Breitmann                                           | 1960             | I/P     | 6        | ursprünglich für Dorheim, St. Anna, 1982 überführt |
| Friedberg (Hessen)         | Heilig-Geist-Kirche                      |      | Friedberg (Hessen)      | Walcker                                                   | 1959             | II/P    | 20       | ursprünglich für Heusenstamm |
| Friedberg (Hessen)         | Mariä Himmelfahrt                        |      | Friedberg (Hessen)      | Erich Breitmann                                           | 1973             | II/P    | 19       | Orgelneubau von Kilian Gottwald in Planung |
| Friedberg (Hessen)         | Stadtkirche Friedberg                    |      | Friedberg (Hessen)      | Werner Bosch                                              | 1965, 2021–2022  | IV/P    | 56       | 2021/22 Erweiterung und Umdisponierung durch Bosch, inkl. 8 Extensionen |
| Gambach (Münzenberg)       | Evangelisch-reformierte Kirche           |      | Münzenberg              | Friedrich Wilhelm Bernhard                                | 1854             | I/P     | 15       | mehrfach umgebaut |
| Gambach (Münzenberg)       | Mariä Himmelfahrt                        |      | Münzenberg              | Emanuel Kemper                                            | 1960             | I/P     | 5        | |
| Gedern                     | Evangelische Kirche                      |      | Gedern                  | Bernhard Schmidt                                          | 1962             | II/P    | 22       | |
| Gedern                     | St. Petrus                               |      | Gedern                  | Bernhard Schmidt                                          | 1965             | II/P    | 22       | |
| Geiß-Nidda                 | Evangelische Kirche                      |      | Nidda                   | Lotar Hintz                                               | 1967             | II/P    | 13       | |
| Gelnhaar                   | Evangelische Kirche                      |      | Ortenberg (Hessen)      | Georg Franz Ratzmann                                      | 1844             | I/P     | 10       | ursprünglich für Bellings |
| Gettenau                   | Evangelische Kirche                      |      | Echzell                 | Johann Georg Förster                                      | 1844             | I/P     | 11       | |
| Glashütten (Hirzenhain)    | Evangelische Kirche                      |      | Hirzenhain              | Hardt                                                     | 1958             | I       | 4        | |
| Griedel                    | Evangelische Kirche                      |      | Butzbach                | August Bernhard                                           | 1911             | II/P    | 10       | hinter Prospekt von Johann Georg Dreuth (um 1750, Zuschreibung) |
| Gronau (Bad Vilbel)        | Evangelische Kirche                      |      | Bad Vilbel              | Walcker                                                   | 1968             | II/P    | 11       | hinter Prospekt von Johann Friedrich Syer (1778) |
| Groß-Karben                | Evangelische Pfarrkirche                 |      | Karben                  | Philipp Heinrich Bürgy                                    | 1805–1806        | I/P     | 12       | 1889 und 1951 umdisponiert; weitgehend erhalten |
| Hainchen (Limeshain)       | Evangelische Pfarrkirche                 |      | Limeshain               | Bernhard Dreymann                                         | 1834             | I/P     | 17       | 1936 Umbau |
| Hausen-Oes                 | Evangelische Kirche                      |      | Butzbach                | Walcker                                                   | 1962             | I/P     | 6        | |
| Heegheim                   | Evangelische Kirche                      |      | Altenstadt (Hessen)     | Förster & Nicolaus                                        | 1959             | I/P     | 7        | |
| Heilsberg (Bad Vilbel)     | Ev. Heilig-Geist-Kirche                  |      | Bad Vilbel              | Paul Ott                                                  | 1969             | II/P    | 27       | |
| Herrnhaag                  | Evangelische Kirche                      |      | Büdingen                | Gustav Ratzmann                                           | 1845             | I/P     | 11       | 1965 Umbau durch Bernhard Schmidt; 6 Ratzmann-Register erhalten |
| Heuchelheim (Reichelsheim) | Evangelische Kirche                      |      | Reichelsheim (Wetterau) | Friedrich Wilhelm Bernhard                                | 1859             | I/P     | 6        | |
| Hirzenhain                 | Ev. Kirche, Hauptorgel                   |      | Hirzenhain              | Gebr. Oberlinger                                          | 1976             | III/P   | 33       | hinter Gehäuse von Stumm (1743) |
| Hirzenhain                 | Ev. Kirche, Chororgel                    |      | Hirzenhain              | Georg Link, Gebr. Oberlinger                              | 1841, 1974       | I/P     | 10       | 1974 Restaurierung |
| Hitzkirchen                | Evangelische Pfarrkirche                 |      | Kefenrod                | Hardt                                                     | 1978             | I/P     | 6        | |
| Hoch-Weisel                | Evangelische Kirche                      |      | Butzbach                | Johann Friedrich Syer                                     | 1752–1755        | I/P     | 12       | zum großen Teil erhalten |
| Höchst an der Nidder       | St. Martin                               |      | Altenstadt (Hessen)     | Förster & Nicolaus                                        | 1959             | I/P     | 6        | |
| Höchst an der Nidder       | Evangelische Kirche                      |      | Altenstadt (Hessen)     | Gebr. Oberlinger                                          | 1969/1979        | II/P    | 16       | hinter historischem Prospekt |
| Ilbenstadt                 | Evangelische Kirche                      |      | Niddatal                | Förster & Nicolaus                                        | 1965             | I       | 3        | |
| Ilbenstadt                 | Kloster Ilbenstadt, Basilica minor       |      | Niddatal                | Johann Onimus                                             | 1733–1735        | II/P    | 30       | 1930 und 1970 Umbauten |
| Kaichen (Niddatal)         | Evangelische Pfarrkirche                 |      | Niddatal                | Johann Georg Förster                                      | 1857             | II/P    | 12       | mechanische Kegelladen; 1972 Umbau und 2007 Rückführung auf ursprünglichen Zustand durch Förster & Nicolaus                                                                 |
| Kefenrod                   | Evangelische Pfarrkirche                 |      | Kefenrod                | Johann Wilhelm Müßig, Georg Link/Philipp Meinhardt        | 1696, 1839       | I/P     | 10       | ursprünglich für Langenselbold gebaut; 1834 nach Kefenrod umgesetzt und 1839 um ein selbstständiges Pedal erweitert                                                         |
| Kirch-Göns                 | Evangelische Kirche                      |      | Butzbach                | Johann Andreas Heinemann                                  | um 1790          | I/P     | 9        | 1835 ergänzte Adam Karl Bernhard Pedal und tauschte ein Register aus. |
| Klein-Karben               | St. Michaelis                            |      | Karben                  | Werner Bosch                                              | 1978             | II/P    | 10       | |
| Klein-Karben               | St. Bonifatius                           |      | Karben                  | Fischer & Krämer                                          | 1997             | II/P    | 21       | |
| Kloppenheim (Karben)       | St. Johannes Nepomuk                     |      | Karben                  | Wilhelm Schwarz & Sohn                                    | 1963             | I/P     | 6        | |
| Langenhain-Ziegenberg      | Evangelische Kirche                      |      | Ober-Mörlen             | Förster & Nicolaus                                        | 1946             | II/P    | 11       | |
| Leidhecken                 | Evangelische Kirche                      |      | Florstadt               | Werner Bosch                                              | 1999             | I/P     | 5        | |
| Lindheim                   | Kirche                                   |      | Altenstadt (Hessen)     | Karl Lötzerich                                            | 1973             | II/P    | 12       | |
| Lißberg                    | Evangelische Kirche                      |      | Ortenberg (Hessen)      | Gebr. Hillebrand                                          | 1973             | I/P     | 13       | |
| Maibach                    | Evangelische Kirche                      |      | Butzbach                | Daniel Raßmann                                            | 1851             | I/P     | 9        | zum großen Teil erhalten |
| Massenheim (Bad Vilbel)    | Evangelische Kirche                      |      | Bad Vilbel              | Adam Karl Bernhard                                        | 1869             | I/P     | 7        | |
| Massenheim (Bad Vilbel)    | Herz Jesu                                |      | Bad Vilbel              | Klais                                                     | 1960             | II/P    | 15       | |
| Melbach                    | Evangelische Kirche                      |      | Wölfersheim             | Johann Georg Bürgy                                        | 1816–1823        | I/P     | 12       | mehrfach umgebaut |
| Mittel-Seemen              | Evangelische Kirche                      |      | Gedern                  | Förster & Nicolaus                                        | 1906             | I/P     | 6        | |
| Münster (Butzbach)         | Evangelische Kirche                      |      | Butzbach                | Förster & Nicolaus                                        | 1948             | II/P    | 9        | pneumatische Kegelladen, hinter Prospekt von Johann Friedrich Syer (2. Hälfte 18. Jh., Zuschreibung)                                                                        |
| Münzenberg                 | Evangelische Kirche                      |      | Münzenberg              | Förster & Nicolaus                                        | 1963             | II/P    | 14       | hinter Prospekt von Gebr. Link (1897), pneumatische Kegelladen |
| Münzenberg                 | St. Nikolaus                             |      | Münzenberg              | Bernhard Schmidt                                          | 1984             | I/p     | 3        | |
| Nidda                      | Liebfrauenkirche                         |      | Nidda                   | Andreas Schmidt                                           | 2009             | II/P    | 18       | |
| Nidda                      | Stadtkirche zum Heiligen Geist           |      | Nidda                   | Hermann Eule Orgelbau Bautzen                             | 2018             | II/P    | 24       | Neubau im hessisch-mitteldeutschen Barockstil hinter Rokoko-Prospekt von Johann Andreas Heinemann (1781)                                                                    |
| Nieder-Florstadt           | Evangelische Kirche                      |      | Florstadt               | Werner Bosch                                              | 1965             | II/P    | 20       | |
| Nieder-Florstadt           | St. Willigis                             |      | Florstadt               | Walcker                                                   | 1965             | I/P     | 8        | |
| Nieder-Mockstadt           | Ev. Kirche                               |      | Florstadt               | Johannes Rohlf                                            | 1974             | I       | 6        | [ 5 ] |
| Nieder-Mörlen              | Evangelische Christuskirche              |      | Bad Nauheim             | Förster & Nicolaus                                        | 1962             | I/P     | 5        | |
| Nieder-Mörlen              | Maria Himmelfahrt                        |      | Bad Nauheim             | Förster & Nicolaus                                        | 1974             | II/P    | 18       | |
| Nieder-Rosbach             | Evangelische Pfarrkirche                 |      | Rosbach vor der Höhe    | Gebr. Oberlinger                                          | 1979             | I/P     | 10       | hinter historischem Prospekt (vermutlich der ersten Orgel von Nikolaus Boller, 1702)                                                                                        |
| Nieder-Seemen              | Evangelische Kirche                      |      | Gedern                  | Förster & Nicolaus                                        | 1914             | I/P     | 5        | |
| Nieder-Weisel              | Evangelische Kirche                      |      | Butzbach                | Gebr. Link                                                | 1928             | II/P    | 20       | Freipfeifenprospekt, pneumatische Kegelladen |
| Nieder-Weisel              | Komturkirche                             |      | Butzbach                | Förster & Nicolaus                                        | 1995             | I/P     | 7        | |
| Nieder-Wöllstadt           | Evangelische Kirche                      |      | Wöllstadt               | Gebr. Oberlinger                                          | 1983             | II/P    | 18       | |
| Oberau (Altenstadt)        | Kirche                                   |      | Altenstadt (Hessen)     | Johann Georg Förster                                      | 1865             | II/P    | 11       | |
| Ober-Hörgern               | Evangelisch-reformierte Kirche           |      | Münzenberg              | Johann Hartmann Bernhard, Förster & Nicolaus              | 1839, 1971       | I/P     | 13       | nahezu unverändert erhalten; 1971 restauriert und auf freien Schleifen Manualtrompete 8′ und Pedal-Choralbass 4′ ergänzt                                                    |
| Ober-Lais                  | Evangelische Kirche                      |      | Nidda                   | Bruno Döring                                              | 1977             | II/P    | 12       | |
| Ober-Mockstadt             | Evangelische Kirche                      |      | Ranstadt                | Johann Hartmann Bernhard                                  | 1817             | I/P     | 14       | |
| Ober-Mörlen                | Gustav-Adolf-Kapelle                     |      | Ober-Mörlen             | Förster & Nicolaus                                        | 1964             | I/P     | 5        | |
| Ober-Mörlen                | St. Remigius                             |      | Ober-Mörlen             | Erich Breitmann                                           | 1973             | II/P    | 22       | |
| Ober-Rosbach               | Evangelische Stadtkirche                 |      | Rosbach vor der Höhe    | Johann Friedrich Syer, Förster & Nicolaus, Andreas M. Ott | 1758             | I/P     | 13       | 1899 neues Register „Geigenprincipal 8′“ durch Lehleitner; 1917 Ablieferung der Prospektpfeifen; 1977 Restaurierung und Erneuerung des Prospekts; Orgel weitgehend erhalten |
| Ober-Rosbach               | St. Michael                              |      | Rosbach vor der Höhe    | Josef Wilbrand, Übach-Palenberg                           | 1994             | II/P    | 23       | zunächst bei Eule Orgelbau Bautzen in Auftrag gegeben, der nach Ende der DDR stornierte; unmittelbar danach „neu konzipiert“ (u. a. mit 4 Zungenregistern)                  |
| Ober-Schmitten             | Evangelische Kirche                      |      | Nidda                   | Gebr. Oberlinger                                          | 1975             | I/P     | 9        | |
| Ober-Schmitten             | St. Stephanus                            |      | Nidda                   | Walcker                                                   | 1960             | I/P     | 7        | |
| Ober-Seemen                | Evangelische Kirche                      |      | Gedern                  | Bruno Döring                                              | 1976             | I/P     | 10       | |
| Ober-Widdersheim           | Evangelische Kirche                      |      | Nidda                   | Förster & Nicolaus                                        | 1928, 1952       | II/P    | 9        | hinter Prospekt von H. Krämer (1832), 1952 erweitert |
| Ober-Wöllstadt             | St. Stephanus                            |      | Wöllstadt               | Josef Wilbrand                                            | 1992             |         |          | |
| Ockstadt                   | St. Jakob                                |      | Friedberg (Hessen)      | Gebr. Oberlinger                                          | 1978             | II/P    | 28       | |
| Okarben                    | Evangelische Kirche                      |      | Karben                  | Förster & Nicolaus                                        | 1908             | II/P    | 8        | Opus 128, hinter Prospekt von Johann Georg Zinck (1747) |
| Okarben                    | St. Mariä Geburt                         |      | Karben                  | Pfaff                                                     | 1964             | I/P     | 6        | |
| Oppershofen                | St. Laurentius                           |      | Rockenberg              | Michael Körfer                                            | 1912             | II/P    | 16       | in Gehäuse von Johann Hartmann Bernhard (1830) |
| Ortenberg (Hessen)         | Christkönig                              |      | Ortenberg (Hessen)      | Bernhard Schmidt                                          | 1982             | I/P     | 8        | |
| Ortenberg (Hessen)         | Ev. Schlosskirche St. Marien, Hauptorgel |      | Ortenberg (Hessen)      | Förster & Nicolaus                                        | 1939             | II/P    | 17       | Neubau hinter Prospekt von Johann Andreas Heinemann (1784), elektrische Kegelladen                                                                                          |
| Ortenberg (Hessen)         | Ev. Schlosskirche St. Marien, Chororgel  |      | Ortenberg (Hessen)      | Förster & Nicolaus                                        | 1986             | I       | 3        | |
| Ossenheim                  | Evangelische Pfarrkirche                 |      | Friedberg (Hessen)      | Walcker                                                   | 1971             | I/P     | 7        | |
| Ostheim (Butzbach)         | Evangelische Kirche                      |      | Butzbach                | Förster & Nicolaus                                        | 1979             | I/P     | 7        | hinter Prospekt von Johann Friedrich Syer (1754) |
| Petterweil                 | St. Bardo                                |      | Karben                  | Mebold                                                    | 2011             | II/P    | 15       | |
| Petterweil                 | St. Martin                               |      | Karben                  | Adam Eifert, Förster & Nicolaus                           | 1901, 1970/71    | II/P    | 10       | hinter neuromanischem Prospekt; zum großen Teil erhalten; 1971 wurden zwei 8-Fuß-Register durch Verkürzung in 2 Fuß umgewandelt.                                            |
| Pohl-Göns                  | Evangelische Kirche                      |      | Butzbach                | Friedrich Wilhelm Bernhard                                | 1841             | I/P     | 10       | nach mehreren Umbauten 1982 durch Gerald Woehl restauriert und ursprüngliche Disposition wiederhergestellt                                                                  |
| Ranstadt                   | Evangelische Kirche                      |      | Ranstadt                | Johann Georg und Johann Conrad Zinck, Gebr. Oberlinger    | 1770, 1983       | I/P     | 9        | 1983 rekonstruierender Neubau, zwei Gedackte und Gehäuse von Zinck erhalten                                                                                                 |
| Ranstadt                   | St. Anna                                 |      | Ranstadt                | Walcker                                                   | 1985             | II/P    | 15       | |
| Reichelsheim (Wetterau)    | Evangelische Kirche                      |      | Reichelsheim (Wetterau) | Förster & Nicolaus                                        | 1969             | I/P     | 7        | |
| Rendel                     | Evangelische Pfarrkirche                 |      | Karben                  | Rudolph Bernhard                                          | 1862             | II/P    | 16       | hinter neuromanischem Prospekt |
| Rinderbügen                | Evangelische Kirche                      |      | Büdingen                | Bernhard Schmidt                                          | 1965             | I/P     | 7        | in Gehäuse eines unbekannten Orgelbauers (Zuschreibung Zinck, vor 1736) |
| Rockenberg                 | Gustav-Adolf-Kirche                      |      | Rockenberg              | Georg Heinrich Keller                                     | 1849             | I/P     | 5        | ursprünglich für Darmstädter Gefängnis gebaut |
| Rockenberg                 | Marienkirche                             |      | Rockenberg              | Förster & Nicolaus                                        | 1926             | II/P    | 12       | hinter Rokoko-Prospekt eines unbekannten Orgelbauers (um 1760) |
| Rockenberg                 | St. Gallus                               |      | Rockenberg              | Förster & Nicolaus                                        | 1971             | II/P    | 21       | wahrscheinlich hinter Prospekt von Johann Georg Bürgy (1808/1809), der die Orgel von Georg Henrich Wagner aus Kloster Arnsburg umsetzte                                     |
| Rodenbach (Altenstadt)     | Evangelische Kirche                      |      | Altenstadt (Hessen)     | Georg Wagner?                                             | 1621             | I       | 8        | 1970 Rekonstruktion durch Rudolf von Beckerath → Orgel |
| Rodheim vor der Höhe       | Evangelische Kirche                      |      | Rosbach vor der Höhe    | Gebr. Oberlinger                                          | 1982             | II/P    | 15       | in Gehäuse von Förster & Nicolaus (1903) |
| Rohrbach (Büdingen)        | Evangelische Pfarrkirche                 |      | Büdingen                | Johann Conrad Bürgy                                       | 1789             | I/P     | 10       | 1967 umdisponiert, neuer Spieltisch, Tonumfang erweitert |
| Rommelhausen               | Evangelische Kirche                      |      | Limeshain               | Wilhelm Wagner                                            | 1960             | I       | 5        | [ 8 ] |
| Schwalheim                 | Evangelische Kirche                      |      | Bad Nauheim             | Ratzmann                                                  | 1907             | II/P    | 16       | |
| Schwalheim                 | Kapelle Liebfrauen                       |      | Bad Nauheim             | Förster & Nicolaus                                        | 1928             | II/P    | 16       | |
| Schwickartshausen          | Evangelische Kirche                      |      | Nidda                   | Förster & Nicolaus                                        | 1913             | I/P     | 8        | |
| Selters (Ortenberg)        | Evangelische Pfarrkirche                 |      | Ortenberg (Hessen)      | Daniel Raßmann                                            | 1852             | I/P     | 12       | weitgehend erhalten |
| Staden (Florstadt)         | Evangelische Pfarrkirche                 |      | Florstadt               | Friedrich Wilhelm Bernhard                                | 1830–1837        |         |          | |
| Stammheim (Florstadt)      | Evangelische Pfarrkirche                 |      | Florstadt               | Förster & Nicolaus                                        | 1908             | I/P     | 11       | hinter Prospekt von Johann Friedrich Syer (um 1752) |
| Steinfurth (Bad Nauheim)   | Evangelische Pfarrkirche                 |      | Bad Nauheim             | Förster & Nicolaus                                        | 1971             | II/P    | 14       | hinter Prospekt von Johann Georg oder Johann Henrich Zinck |
| Stockheim (Glauburg)       | St. Judas Thaddäus                       |      | Glauburg                | Bernhard Schmidt                                          | 1982             | I/P     | 7        | |
| Stockheim (Glauburg)       | Evangelische Kirche                      |      | Glauburg                | Johann Friedrich Syer                                     | 1774–1775        | I/P     | 9        | Neubau hinter dem Prospekt von Johann Philipp Zinck (1726); Register weitgehend erhalten                                                                                    |
| Stornfels                  | Evangelische Kirche                      |      | Nidda                   | Georg Link                                                | 1837             | I/P     | 7        | |
| Trais-Münzenberg           | Evangelische Kirche                      |      | Münzenberg              | Förster & Nicolaus                                        | 1928             | II/P    | 8        | pneumatische Kegelladen, hinter Prospekt von Johann Georg Dreuth (um 1750, Zuschreibung)                                                                                    |
| Ulfa (Nidda)               | Evangelische Kirche                      |      | Nidda                   | Förster & Nicolaus                                        | 1970             | II/P    | 12       | |
| Unter-Lais                 | Evangelische Kirche                      |      | Nidda                   | Bruno Döring                                              | 1999             | I       | 4        | Positiv mit drei geteilten Registern |
| Usenborn                   | Laurentiuskirche                         |      | Ortenberg (Hessen)      | Förster & Nicolaus                                        | 1993             | I/P     | 6        | |
| Usenborn                   | St. Simon Judae Kirche                   |      | Ortenberg (Hessen)      | Karl Lötzerich                                            | 1973             | I/P     | 7        | |
| Wallernhausen              | Evangelische Kirche                      |      | Nidda                   | Förster & Nicolaus                                        | 1906             | II/P    | 12       | Prospekt von Johannes Bien (vor 1720) |
| Weckesheim                 | Evangelische Kirche                      |      | Reichelsheim (Wetterau) | Ratzmann                                                  | 1896             | I/P     | 6        | |
| Wenings                    | Evangelische Pfarrkirche                 |      | Gedern                  | Johann Georg Förster                                      | 1857             | II/P    | 13       | derzeit unspielbar |
| Wenings                    | Maria Königin des Friedens               |      | Gedern                  |                                                           | 1997             |         |          | |
| Wickstadt                  | St. Nikolaus                             |      | Niddatal                |                                                           | 1864             | I/P     | 9        | |
| Wickstadt                  | Evangelische Kirche                      |      | Niddatal                |                                                           |                  |         |          | |
| Wisselsheim                | Evangelische Kirche                      |      | Bad Nauheim             | Werner Bosch                                              | 1966             | I/P     | 6        | |
| Wölfersheim                | Evangelisch-reformierte Kirche           |      | Wölfersheim             | Gebrüder Bernhard                                         | 1877             | II/P    | 13       | |
| Wölfersheim                | Christkönig                              |      | Wölfersheim             | Börner                                                    | 1988             | II/P    | 11       | |
| Wohnbach                   | Evangelische Kirche                      |      | Wölfersheim             | Förster & Nicolaus                                        | 1978             | II/P    | 12       | hinter Prospekt von Johann Georg Förster (1866) |
| Wolf (Büdingen)            | Evangelische Kirche                      |      | Büdingen                | Hardt                                                     | 2012             |         |          | |
| Wolferborn                 | Evangelische Kirche                      |      | Büdingen                | Ratzmann                                                  | 1868             | I/P     | 9        | |